# The Mathematical Intelligencer
The Mathematical Intelligencer ist eine seit 1978 jährlich viermal erscheinende Mathematik-Zeitschrift im Springer-Verlag, die sich populärwissenschaftlichen und fachbezogenen Themen für ein breiteres mathematisches Publikum widmet. Sie hat eine Leserbriefkolumne, bringt neben mathematischen Artikeln Buchbesprechungen, mathematische Reiseberichte (Mathematical Tourist), Interviews, Anekdoten, Erinnerungen und mathematische Folklore, Humoristisches und Gedichte, Mathematik in den Künsten und hatte im Lauf der Zeit verschiedene Kolumnen zum Beispiel zur Mathematikgeschichte, Fachbereichbezogenes (Mathematical Communities) und Unterhaltungsmathematik.
Im Lauf der Zeit gab es Debatten unter anderem um Serge Langs Kampagnen (gegen Samuel P. Huntington, in der Zeitschrift stellvertretend geführt von Neal Koblitz und Herbert A. Simon Ende 1988), um die Frage der Veröffentlichung kritischer Artikel gegen Igor Shafarevich (anlässlich eines abgedruckten Interviews 1989) oder Benoît Mandelbrots Antwort auf einen kritischen Review von Steven G. Krantz (1989). 1994 fand im Mathematical Intelligencer eine Debatte um die Gültigkeit des Beweisversuchs von Wu-Yi Hsiang für die Kepler-Vermutung statt. 1998 veröffentlichte Stephen Smale seine Liste von Smale-Problemen.
Vor dem ersten Erscheinungstermin als Zeitschrift gab es eine Vorgeschichte in Form eines Mitteilungsblatts, das von Alice und Klaus Peters (die bis 1979 bei Springer waren und später den eigenen Mathematik Verlag A K Peters gründeten) und Walter Kaufmann-Bühler (1944–1986), alle drei damals in der Mathematik-Sparte des Springer Verlags, herausgegeben wurde. Es wurde zunächst als Vertriebs-Unterstützung des Springer Verlags an 12.000 Empfänger versandt und erschien schon viermal jährlich. Die Inhalte des Mathematical Intelligencer vor 1977 sind in der folgenden Tabelle zusammengefasst (der Newsletter wurde als ein sogenannter Akkordeon-Druck (auch Leporello genannt) verschickt, bei dem jede Seite auf der Hälfte einer A4-Seite (senkrecht) gedruckt wird; in jeder Ausgabe sind 2 Seiten unbedruckt):
| Ausgabe | Datum          | Auflage | Seitenanzahl | Inhalt |
| ------- | -------------- | ------- | ------------ | --- |
| 0       | 1971           | 12000   | 16           | Editorial von K. Peters (1,2); Brauer über Schur (3,4,5); Sprachaufnahme von Hilbert (6); Springer Ad (7,8); Beno Eckmann über Heinz Hopf (11,12,13); Besprechung von C. Reids ‚Hilbert‘ von C.L. Siegel aus dem Zentralblatt (13,14,15); Ankündigung der nächsten Ausgabe (16) |
| 1       | 1971 oder 1972 |         | 16           | Editorial von P. Hilton über ‚Zero growth‘ für Mathematiker (1,2); Übersetzung in Englische der Pólya-Weyl Wette aus dem Jahr 1918 (3,4); Anmerkungen zu Springer Büchern (5,6); Springer Ad (7,8); 30 % Yellow sale (33 Bücher) (11); Besprechung von G.T. Kneebone über Hilbert/Bernays ‚Grundlagen der Mathematik‘ (Second edition), wiederabgedruckt aus dem Journal of symbolic logic, 1970 (12,13); K. Peters über die ‚Heidelberger Taschenbücher‘ (14), Springer Ad, Liste von 24 Bänden der Heidelberger Taschenbücher (15); Briefwechsel Minkowski/Hilbert, Gauss & Hilbert Poster (16)                                                                                      |
| 2       | April 1972     | 47000   | 16           | Editorial von W. Kaufmann-Bühler über die Geschichte der ‚Grundlehren‘ (1,2); Wie Springers ‚Mathematical Book Service‘ funktioniert (ausgewählte Bücher mit 30 % Rabatt), Leserbrief von Halmos (3); Tizian: Sacred & profane love, und remark on an article on A. Adler in ‚The New Yorker‘ (4,5); F.L. Bauer: ‚Software engineering‘, reprinted (6); Springer Ad (7,8); H. Götze über R. Courant, der 1972 starb (11,12); IHES, N. Kuiper neuer Direktor (13); Leserbriefe von E. Brieskorn über Hiltons Editorial, von A. Weil (ohne Leerzeichen und mit ungewöhnlichen Umbrüchen) und von E. Wette (15,16)                                                                        |
| 3       | September 1972 | 37000   | 16           | Editorial von K. Peters (1,2); Zentralblatt: Erläuterung des Index-Systems (3); Oberwolfach: Abriss des Lorenzenhofs, 5 Fotos und ein Gedicht von S. MacLane (4,5); Springer Ad (6,7,8); A. Dell über Springers Lecture notes in physics (11); Briefmarke aus Nicaragua, Goethe (12); mathematisches Gedicht von S. Abhyankar, und Leserbrief von P. Bernays (13,14); Leserbrief von P. Hilton – Antwort auf Brieskorn (15,16) |
| 4       | ~ Dez. 1972    |         | 16           | Editorial von W. Kaufmann-Bühler über die ‚The Realms of Acceptance‘ Karte (1,2); die ‚The Realms of Acceptance‘ Karte, die unterschiedliche Bereiche der mathematischen Publikationen von Springer illustriert (3,4,5); Besprechung von T.A.A. Broadbent über ‚Analytical inequalities‘ von D.S. Mitrinovic (6); Springer Ad (7,8); Ankündigung der Poster mit E. Noether und I. Schur (11); Leserbriefe von L.T. Gardner über Tizian und von J.D. Zund (12); Leserbrief von M. Nagaraj zur Hilton/Brieskorn Korrespondenz (13); eine Geschichte mit Venn Diagrammen (14); 9 Briefmarken aus Nicaragua (15); Zitat/Trotzki/Adler Quiz (16)                                            |
| 5       | Februar 1973   | 7500    | 16           | Editorial von W. Kaufmann-Bühler (1,2); I. Kaplansky: Hilbert's problems (erschien dann 1977 als Lecture note), Ausschnitt aus Kapitel 7 (3,4,5); Besprechung von S. Mac Lanes ‚Categories for the working mathematician‘ (6); Springer Ad (7,8); ‚Berufspraxis von Mathematikern', eine Kolloqiumserie in Bielefeld (11); A. Grothendiecks SGA in den ‚Lecture Notes in Mathematics‘; Leserbrief von A. Dold (12); Leserbrief von K. Padmavally zur Hilton/Brieskorn Korrespondenz (13,14,15); F. Toth: Bild aus ‚Lagerungen in der Ebene auf der Kugel und im Raum‘ / Zeitungsartikel aus Indien / Goethe (16)                                                                       |
| 6       | April 1973     | 7500    | 16           | Editorial von K. Peters (1,2); Springers ‚Mathematical Book Service‘ nochmal erklärt (3), satirischer Artikel zu einer Anzeigenserie von Addison Wesley in den Notices of the AMS, Band 20, 1 und 2 (4,5); Gauß' Osterregel (6); Springer Ad (7,8); Leserbrief von A. Borel und A. Weil über die Besetzung einer Professur am Institute of Advanced Study in Princeton (11); Leserbrief von I. Valentine (Springer-Zeitschriften Abonnement-Abteilung) (12); Leserbrief von B. Crstici (13); Schokolade für das Finden von Druckfehlern in A. Dolds ‚Lectures on Algebraic Topology‘ (14); Ankündigung 6 neuer Bände in den ‚Graduate texts in mathematics‘ (15,16)                    |
| 7       | August 1973    | 7500    | 16           | Editorial von A. und K. Peters (1,2) über Relevanz; die Ergebnisse-Reihe (3); anlässlich des Topologie-Buchs von Boto von Querenburg eine Darstellung der Topologie als Baum (4); ‚Book Service‘ Ankündigungen (5); Foto von J.G. Hagen, aus Minkowskis Briefe an Hilbert (6); Springer Ad (7,8); Leserbriefe von E. Wette und J.D. Stegeman zur Osterregel (11); Leserbrief von J. Staples über die Funktionen von Forschungsartikeln (12,13); Leserbrief von H.E. Suchlandt zum Spaß an der Mathematik (14); Leserbrief von S. Swaminathan mit einem Zitat von A. Rényi und von P. de Witte zur ökologischen Relevanz (15); Leserbrief von G. Hinrichs mit Zitaten auf Deutsch (16)  |
| 8       | Februar 1974   | 7000    | 16           | Editorial von W. Kaufmann-Bühler zu einer geplanten Biografie von S. Kowalewskaja (1,2); Buchbesprechung und Ankündigung von zwei jeweils 2-bändigen Werken zur Ringtheorie von C. Faith und von F. Anderson/K. Fuller (3); Springer Verlag beim AMS San Francisco Meeting 1974 (4); Springer Ads und Ankündigungen (5,6,7,8); Beschreibung der Serie ‚Applied mathematical sciences‘ (11,12); Leserbriefe von H. Grunsky und von E.L. Poiani, Leserbrief von C. Coleman (13); Leserbriefe von R.A. Rudin und von J.S. Golan, ein Zitat von Beaumarchais, welches G. Polya benutzt hat (14); Leserbrief von A. Borel und A. Weil (15); Springer Ankündigung und Foto von F. Klein (16) |
| 9       | August 1974    | 7500    | 16           | Editorial mit einem längeren Beitrag von P. Hilton, 10 Jahre Springer New York (1,2,3); mathematisches Gedicht von D. Höss (Die Zeit, 26.04.1974), Zitat von W.B. Yeats (4); Springer Ad (5,6,7,8); Leserbrief von N. Balasubramanian über Venn-Diagramme (11,12); Leserbrief von H. Bauer zum Erlanger Programm, Leserbrief von F.L. Bauer zum Zitat von Beaumarchais und eine Antwort von O. Perron, der dieses Zitat auch verwendete (13); neue Springer Serie Undergraduate Texts in Mathematics (14); J. Dieudonné zum Erlanger Programm (15,16) |
| 10      | September 1975 | 7000    | 32           | Titelseite mit Foto des Geburtshauses von Johannes Müller (1); Inhaltsverzeichnis und Impressum (2); Editorial von K. Peters (3,4); der Mathematiker und Astronom Johannes Müller (5); Springer Ad (6); J. Dieudonné: ‚The Weil conjectures‘ (7-21); P. Hilton: Buchbesprechung von H. Seifert/W. Threlfall: ‚Lehrbuch der Topologie‘ (1934) (22,23,24); A. Weil: Ausschnitte (auf Französisch) aus seiner Autobiographie (25,26,27); Springer Ad (28); Artikel zur US-amerikanischen Copyright-Rechtslage (29,30) |
| 11      | Juni 1976      | 7500    | 32           | Titelseite mit Bild von Pierre de Fermat (1); Inhaltsverzeichnis und Impressum (2); Editorial (3); Springer Ad (4); W. Kaufmann-Bühler über O. Neugebauer: ‚A History of Ancient Mathematical Astronomy‘, 3 Bände (5,6); . Ribenboim über die Geschichte des Fermatschen Satzes (7-21); Korrekturen zu ‚The Weil conjectures‘ von Dieudonné (21); Springer Ad (22); W. Kaufmann-Bühler über mathematische Typographie (23-27); Springer Ad (28); K. Jacobs über J. Alexanders gehörnte Sphäre und L. Antoines Halsband (29,30) |

Außerdem gab es Spezialausgaben für die Internationalen Mathematikerkongresse, zuerst 1978 in Helsinki. Ausgabe 0 der neuen Zeitschrift erschien im August 1977 und danach startete die reguläre Zählung mit Band 1 im März 1978. Der Name Intelligencer ist ein früher häufigerer Name von Zeitschriften im angelsächsischen Raum.
Herausgeber waren zuerst Harold Edwards und Bruce Chandler (die Gründungsherausgeber), dann John Ewing (1979–1986), Sheldon Axler (1987–1991), Chandler Davis (ab 1991) und Marjorie Senechal (ab 2004 Ko-Herausgeberin mit Davis). Seit 2021 sind die Herausgeber Karen Parshall und Sergei Tabatschnikow.